# Francesco Bianchini
Francesco Bianchini (Verona, 13 dicembre 1662 – Roma, 2 marzo 1729) è stato un astronomo e storico italiano.
Ha scoperto tre comete: la prima nel 1684 (C/1684 N1), la seconda nel 1702 (C/1702 H1) assieme a Philippe de La Hire, la terza nel 1723 (C/1723 T1), di cui però fu solo uno scopritore indipendente.

## Biografia

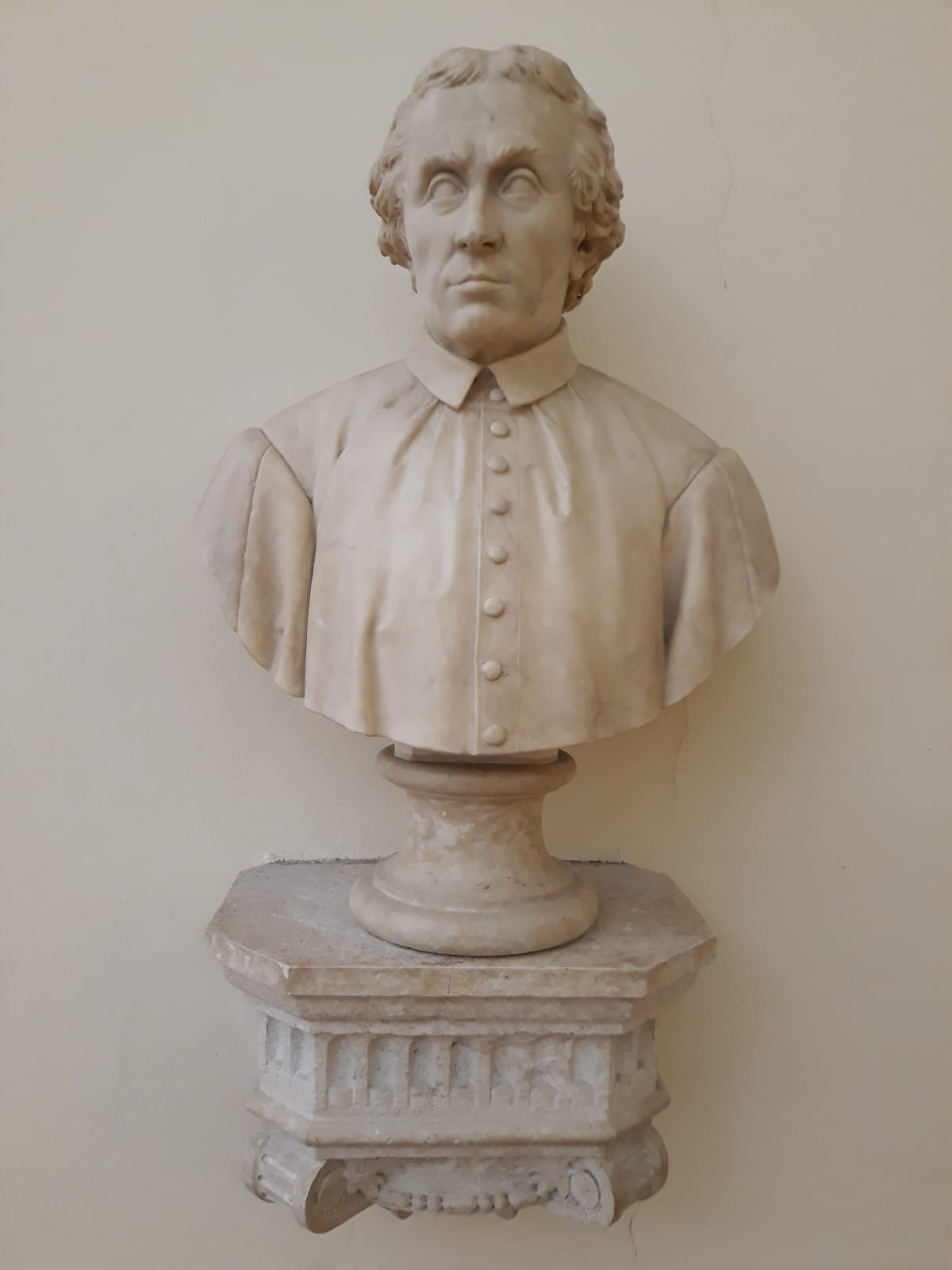
Il busto di Francesco Bianchini presso la Protomoteca della Biblioteca civica di Verona

Studia presso i gesuiti a Bologna dal 1673 al 1680 e poi, dal 1680 al 1684, teologia, anatomia, botanica, matematica, fisica e astronomia nell'Università di Padova. Qui si appassiona soprattutto di astronomia, sotto la guida di Geminiano Montanari.
Si trasferisce a Roma nel 1684, sotto la protezione del cardinale Ottoboni, a studiare diritto per volontà del padre; si occuperà così, in qualche occasione, di tutelare lo Stato pontificio nei conflitti con il Regno di Napoli e l'Impero.

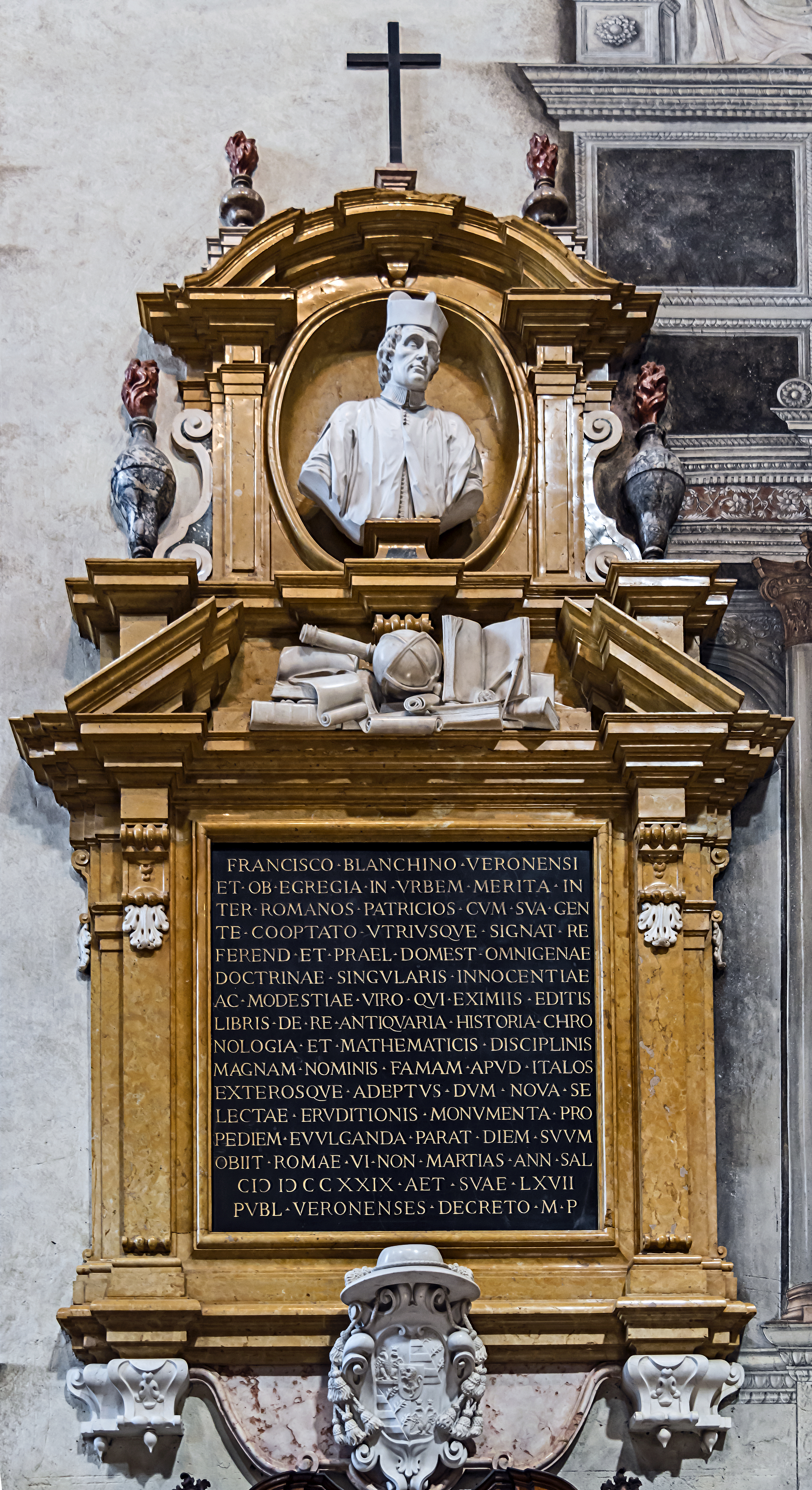
Monumento nella cattedrale di Verona

Conosce Leibniz nel 1689; in quell'anno, durante le opere di scavo di un pozzo presso Torre Annunziata, sono rinvenuti muri ed epigrafi che il Bianchini attribuisce alla città di Pompei, della quale si era perduta ogni traccia e nel 1693, in seguito a ulteriori scavi, l'ipotesi viene confermata.
Custode della Biblioteca Ottoboniana, inizia la stesura dell'Istoria universale che interrompe alla fine dell'impero assiro; sembra che volesse renderla pubblica per acquisire titoli a un concorso a primo custode della Biblioteca Vaticana che tuttavia non vincerà. La morte del padre nel 1698 lo richiama a Verona; nel lungo viaggio conosce Antonio Magliabechi, Apostolo Zeno, Antonio Vallisneri e ha una corrispondenza con Ludovico Antonio Muratori.

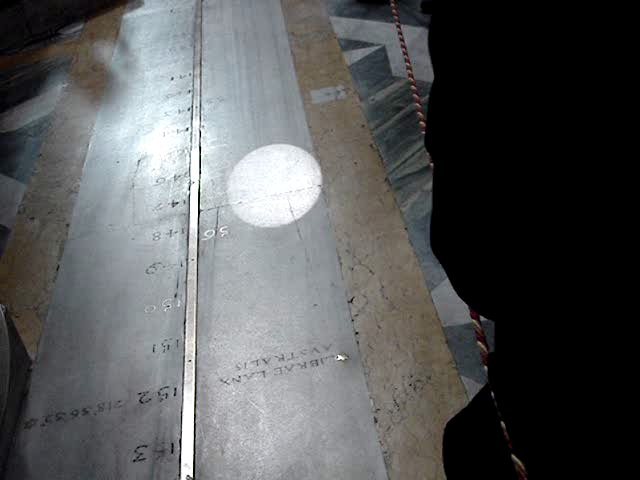
Meridiana di Bianchini nella basilica di Santa Maria degli Angeli e dei Martiri a Roma.
Un foro proietta l'immagine del sole sulla linea a ogni mezzogiorno.

A Roma, l'anno dopo, riprende la sua Istoria. Muore Alessandro VIII e nel maggio 1699 il cardinale Albani viene eletto papa, assumendo il nome di Clemente XI. Suo estimatore da anni, il papa lo nomina cameriere d'onore e segretario della Congregazione del Calendario; nel 1701 gli commissiona la creazione di una meridiana nella basilica di Santa Maria degli Angeli e dei Martiri. La commissione incaricata doveva verificare la validità della riforma gregoriana del calendario e determinare con esattezza la data della Pasqua, da celebrare la prima domenica dopo il plenilunio che segue l'equinozio di primavera.
La meridiana viene inaugurata da Clemente XI il 6 ottobre 1702: una linea di bronzo di 45 metri che si stende sul pavimento della crociera della basilica romana di Santa Maria degli Angeli e dei Martiri; a destra della linea sono rappresentati i segni zodiacali delle costellazioni estive e autunnali; a sinistra quelli delle costellazioni primaverili e invernali, alle due estremità sono i segni delle costellazioni del Cancro e del Capricorno. Su di essa il sole proietta la luce attraverso un foro "eliottrico" di alcuni centimetri, all'altezza di venti metri sulla parete volta a mezzogiorno.
Nel 1703 è presidente delle antichità di Roma. Gli scavi da lui diretti nel 1705 sull'Aventino portano alla scoperta di un planisfero egizio del III secolo; anni dopo, gli scavi sul Palatino portano alla luce la Domus Flavia e si scopre il colombario degli schiavi e dei liberti di Livia Drusilla sulla via Appia. Studia l'atlante farnesiano, il più antico degli antichi globi celesti conosciuti e ne stabilisce la data al II secolo d.C. Progetta un museo d'antichità sacra (che non sarà però realizzato).
Alla fine del 1704 il Muratori lo nomina, senza interpellarlo, presidente della Repubblica letteraria d'Italia. Il Bianchini reagisce duramente, rifiutando la carica e rompendo definitivamente i rapporti col Muratori. Si è detto che il Bianchini, scienziato cosmopolita, considerasse espressione di grettezza ogni manifestazione puramente nazionale. In realtà il Bianchini era, oltre che un eminente scienziato, anche un funzionario pontificio che guardava con diffidenza a iniziative, come quella dell'abate Muratori, sospette di creare difficoltà allo Stato della Chiesa. Così giudicò negativamente anche il Giornale de' Letterati e, in veste di qualificatore del Sant'Uffizio, l'edizione di Benedetto Bacchini del Liber pontificalis di Agnello Ravennate, oltre a condannare apertamente come sediziosa l'Istoria civile del Regno di Napoli di Pietro Giannone.
Nel 1705 è membro dell'Accademia delle Scienze di Parigi; l'anno dopo, per primo in Europa, rifà gli esperimenti newtoniani di rifrazione prismatica della luce, scrivendo allo stesso Newton la conferma delle sue esperienze.
Nel 1712 il Bianchini è incaricato di consegnare a Parigi la berretta cardinalizia ad Armand de Rohan. Visita anche il Belgio, i Paesi Bassi e, nel 1713, l'Inghilterra, dove diviene membro dell'Accademia reale di Londra e conosce Swift, Halley e soprattutto Newton.
A Roma nel 1713, studia la determinazione di una linea meridiana dal Tirreno all'Adriatico: i risultati furono resi noti dopo la sua morte e si dimostrarono poco esatti. Studia il pianeta Venere fino agli ultimi anni, credendo di scoprirne le macchie e fissandone il tempo di rotazione in 240,33 giorni. Nel 1727 il Bianchini ne disegna la prima carta: nel Museo della Specola di Bologna è conservato il suo globo del pianeta.
Benedetto XIII lo nomina nel 1725 storiografo del sinodo romano e prefetto dell'archivio liberiano, nel 1729 ristampa tre volumi del Liber pontificalis, mentre il quarto e ultimo viene edito postumo nel 1737.
Muore di idropisia nel 1729 e viene sepolto nella basilica di Santa Maria Maggiore.

## Opere

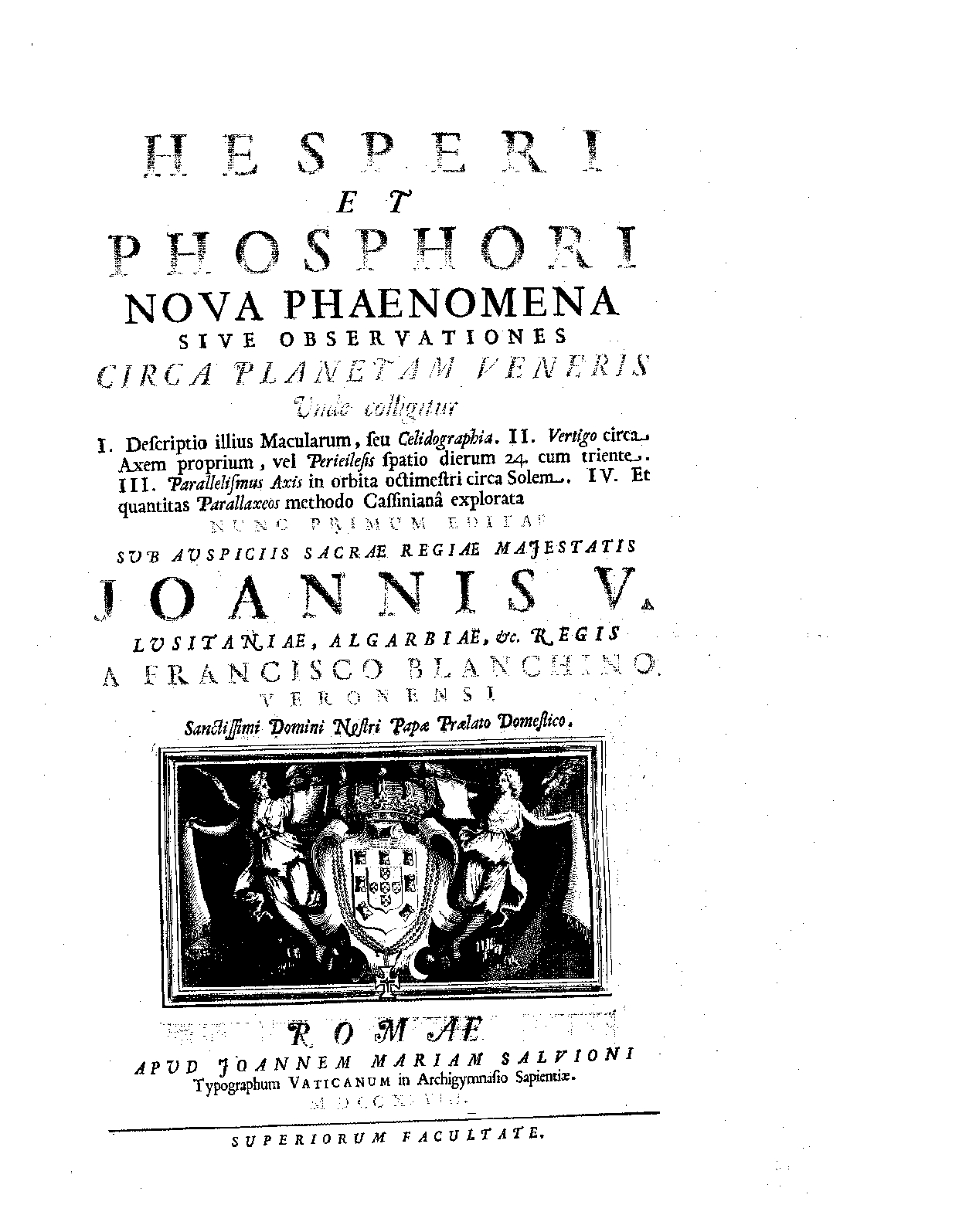
Hesperi et Phosphori nova phaenomena, 1728

Gli scritti del Bianchini, per lo più inediti, sono una sessantina e attengono alla storia, all'archeologia, alla botanica, alla fisica, alla matematica e all'astronomia; conservati soprattutto nella Biblioteca Capitolare di Verona e nella Biblioteca Vallicelliana di Roma, consistono in relazioni di scavo, rendiconti di viaggio, corrispondenza con scienziati ed eruditi, testi di conferenze, osservazioni astronomiche, manoscritti di progetti e disegni, la De lapide Antiati epistola sugli scavi archeologici dell'antica Anzio, il trattato sul calendario De Kalendario et Cyclo Caesaris, una dissertazione sul problema della datazione della Pasqua, La Istoria Universale incompiuta, il Globus Farnesianus, pubblicato nel 1752, Del Palazzo dei Cesari e la Camera ed inscrizioni sepulcrali de' liberti, servi ed ufficiali della casa d'Augusto, le Hesperi et phosphori nova phaenomena sive observationes circa planetam Veneris, pubblicate nel 1728, compendio delle osservazioni di Venere effettuate con un telescopio lungo 21 metri con la scoperta dell'inclinazione dell'asse del piano dell'orbita, le Astronomicae ac geographicae observationes selectae, pubblicate a Verona nel 1737, mentre le Observationes circa fixas furono pubblicate solo nel 1902.
La Istoria universale fu progettata per narrare, dalla creazione del mondo ai suoi giorni, le vicende dell'umanità di tutti i continenti, dandone un quadro ordinato e organico; il Bianchini rileva i difetti delle opere dei cronologisti pubblicate fino ai suoi giorni: mancano di omogeneità come le opere degli antiquari. Per ottenere un'opera organica occorre riflettere sui fatti, coglierne la logica.
Se il Bianchini, com'è naturale, ribadisce la verità storica della tradizione biblica, si preoccupa anche di trovare documenti oggettivi, non fonti letterarie, dei fatti storici: fonti dunque archeologiche, numismatiche, etnologiche, linguistiche. Con questi dati certi cercava di storicizzare e trovare la nascosta verità del mito che, secondo lui, è un'invenzione consapevole.
Francesco de Sanctis, ricordandolo brevemente nella sua famosa Storia della letteratura italiana, coglie così lo spirito di questo moderno uomo di scienza: 

### Edizioni
- (LA) Hesperi et Phosphori nova phaenomena, Roma, Giovanni Maria Salvioni, 1728.
- Astronomicae ac geographicae observationes selectae, Verona, 1737.
- Globus Farnesianus, 1752.
- Observationes circa fixas, 1902.

## Intitolazioni
- A Verona è ricordato con un monumento nel Duomo e una stanza a Palazzo Ridolfi.
- La comunità scientifica ha intitolato a suo nome:
  - il cratere Bianchini, di 76 km di diametro, su Marte[4]
  - il cratere Bianchini, di 38 km di diametro, sulla Luna[5]
  - un asteroide, 42775 Bianchini [6].